# Aïn El Turk
Aïn El Turk (în arabă عيْن التُرْكْ) este o comună din provincia Oran, Algeria.
Populația comunei este de 35.687 de locuitori (2009).